# Пеницилл пальчатый
Пеници́лл (пеници́ллий) па́льчатый (лат. Penicíllium digitátum) — вид несовершенных грибов (телеоморфная стадия неизвестна), относящийся к роду Пеницилл (Penicillium).
Часто поражает плоды апельсина, реже — других цитрусовых культур.

## Описание
Колонии на агаре Чапека плохо растущие и слабо спороносящие, за 14 дней едва достигают диаметра в 1 см. Колонии на агаре с солодовым экстрактом быстрорастущие, плоские, бархатистые, жёлто-зеленовато-коричневые, спороношение среднеобильное. Реверс неокрашенный или светло-грязно-коричневый. Запах сильный, напоминают гниющие плоды цитрусовых. При 37 °C рост отсутствует.
Конидиеносцы двухъярусные, трёхъярусные или неправильные, гладкостенные. Фиалиды в пучках на концах метул по 3—6, нередко также одиночные, цилиндрические или широкофляговидные, с крупной цилиндрической шейкой на верхушке, 10—30 × 3,5—5 мкм. Конидии цилиндрические, затем эллиптические, гладкостенные, 3,5—14 × 2,8—8 мкм, в неправильных цепочках.

### Отличия от близких видов
Легко определяемый вид, отличающийся от других пенициллов крупными цилиндрическими конидиями и оливково-коричневой окраской колоний. Специфичный слабый патоген цитрусовых.

## Экология и значение
Слабый довольно специфичный фитопатоген. Обыкновенно встречается на плодах цитрусовых, наиболее часто — апельсина; редко выделяется с иных растительных субстратов. Борьба с пенициллом осложняется существованием широко распространённых рас, устойчивых к тиабендазолу, беномилу и энилконазолу.

## Таксономия
Penicillium digitatum (Pers.) Sacc., Fung. Ital. tab. 894 (1881). — Aspergillus digitatus Pers., Disp. Meth. Fung. 41 (1794). — Monilia digitata (Pers.) Pers., Syn. Meth. Fung. 693 (1801),  Fr., Syst. Mycol. 3: 411 (1832).

### Синонимы
- Aspergillus digitatus Pers., 1794
- Monilia digitata (Pers.) Pers., 1801
- Mucor digitata (Pers.) Mérat, 1821
- Penicillium digitatoides Peyronel, 1913
- Penicillium lanosogrisellum Biourge, 1923
- Penicillium olivaceum Wehmer, 1895